# 田舎館村
田舎館村（いなかだてむら）は、青森県中央部、津軽平野に位置する村。南津軽郡に属する。

## 地理
- 村域中部を浅瀬石川が西流し、西端部を平川が北流する。
- 米づくりで知られ、北方稲作文化発祥の地でもある。気候は亜寒帯性で、冬の寒さは厳しい。

## 隣接している自治体
- 弘前市、黒石市、平川市、藤崎町

## 歴史
- 1889年（明治22年）4月1日 - 町村制施行により、田舎館村、大曲村、枝川村、高樋村、畑中村、豊蒔村、垂柳村、八反田村、大根子村、諏訪堂村、十二川原村の区域を以て南津軽郡田舎館村が成立。
- 1955年（昭和30年）4月1日 - 光田寺村が新設合併し、改めて田舎館村が発足。
- 1955年（昭和30年）11月3日 - 常盤村との間で境界変更を実施する。
- 1956年（昭和31年）10月1日 - 尾上町の一部を編入する。

## 行政
- 村長：品川新一（1期目） 任期：2028年（令和10年）11月17日

- 村議会：定数8人（任期：2027年（令和9年）9月30日）

### 歴代村長
特記なき場合『田舎館村勢要覧2017』による。
| 代                   | 氏名                 | 就任                 | 退任                 | 備考                 |
| 旧田舎館村長（官選） | 旧田舎館村長（官選） | 旧田舎館村長（官選） | 旧田舎館村長（官選） | 旧田舎館村長（官選） |
| -------------------- | -------------------- | -------------------- | -------------------- | -------------------- |
|                      | 不詳                 |                      |                      |                      |
|                      | 葛原運次郎           | 昭和15年             | 昭和17年             |                      |
|                      | 不詳                 |                      |                      |                      |
| 旧田舎館村長（公選） |                      |                      |                      |                      |
|                      | 不詳                 |                      |                      |                      |
| 田舎館村長（公選）   |                      |                      |                      |                      |
| 初                   | 佐藤誠治             | 昭和30年5月2日       | 昭和34年4月2日       |                      |
| 2                    | 福原彦三郎           | 昭和34年4月30日      | 昭和38年4月29日      |                      |
| 3-4                  | 田澤重五郎           | 昭和38年4月30日      | 昭和42年11月         | 死去                 |
| 5                    | 福原彦三郎           | 昭和42年12月24日     | 昭和45年8月          | 死去                 |
| 6                    | 鈴木淑衛             | 昭和45年9月20日      | 昭和47年10月31日     |                      |
| 7                    | 工藤鉄男             | 昭和47年11月18日     | 昭和51年11月17日     |                      |
| 8                    | 菊地正秀             | 昭和51年11月18日     | 昭和55年11月17日     |                      |
| 9-12                 | 須藤金太郎           | 昭和55年11月18日     | 平成 8年11月17日     |                      |
| 13-14                | 佐藤隆司             | 平成8年11月18日      | 平成16年11月17日     |                      |
| 15-19                | 鈴木孝雄             | 平成16年11月18日     | 令和6年11月17日      |                      |
| 20-                  | 品川新一             | 令和6年11月18日      | 現職                 |                      |

## 産業

### 郵便
- 田舎館郵便局（集配局）（84128）
- 川部和泉郵便局（84155）
- 前田屋敷簡易郵便局（84788）

## 地域

### 人口
平成27年国勢調査より前回調査からの人口増減をみると、4.54％減の7,783人であり、増減率は県下40市町村中9位。
| |                                          |  |
| 田舎館村と全国の年齢別人口分布（2005年） | 田舎館村の年齢・男女別人口分布（2005年） |  |
| ■紫色 ― 田舎館村 ■緑色 ― 日本全国 | ■青色 ― 男性 ■赤色 ― 女性                |  |
| 田舎館村（に相当する地域）の人口の推移 \| 1970年（昭和45年） \| 10,062人 \| \| \| 1975年（昭和50年） \| 9,983人 \| \| \| 1980年（昭和55年） \| 10,053人 \| \| \| 1985年（昭和60年） \| 9,722人 \| \| \| 1990年（平成2年） \| 9,370人 \| \| \| 1995年（平成7年） \| 9,151人 \| \| \| 2000年（平成12年） \| 8,835人 \| \| \| 2005年（平成17年） \| 8,541人 \| \| \| 2010年（平成22年） \| 8,153人 \| \| \| 2015年（平成27年） \| 7,783人 \| \| \| 2020年（令和2年） \| 7,326人 \| \| |                                          |  |
| 総務省統計局 国勢調査より |                                          |  |
| 1970年（昭和45年） | 10,062人                                 |  |
| 1975年（昭和50年） | 9,983人                                  |  |
| 1980年（昭和55年） | 10,053人                                 |  |
| 1985年（昭和60年） | 9,722人                                  |  |
| 1990年（平成2年） | 9,370人                                  |  |
| 1995年（平成7年） | 9,151人                                  |  |
| 2000年（平成12年） | 8,835人                                  |  |
| 2005年（平成17年） | 8,541人                                  |  |
| 2010年（平成22年） | 8,153人                                  |  |
| 2015年（平成27年） | 7,783人                                  |  |
| 2020年（令和2年） | 7,326人                                  |  |

平成22年国勢調査によると人口密度は県下3位である。

### 教育

#### 中学校
- 田舎館村立田舎館中学校

#### 小学校
- 田舎館村立田舎館小学校

※以下は廃校。
- 田舎館村立光田寺小学校
- 田舎館村立西小学校

### 管轄警察署
- 黒石警察署

### コミュニティ放送局
- FM JAIGO WAVE

## 交通

### 鉄道路線
鉄道駅はすべて村中心部から離れている。
東日本旅客鉄道（JR東日本）
- 奥羽本線：川部駅
- 五能線：川部駅

弘南鉄道
- 弘南線：田んぼアート駅 - 田舎館駅

#### かつて存在した鉄道
弘南鉄道
- 黒石線（1998年4月1日廃止）：川部駅 - 前田屋敷駅

### バス
- 弘南バス
  - 弘前～黒石線
  - 川部線

### 道路
- 一般国道
  - 国道102号 - 道の駅いなかだて

## 観光

### 名所・旧跡
- 垂柳遺跡

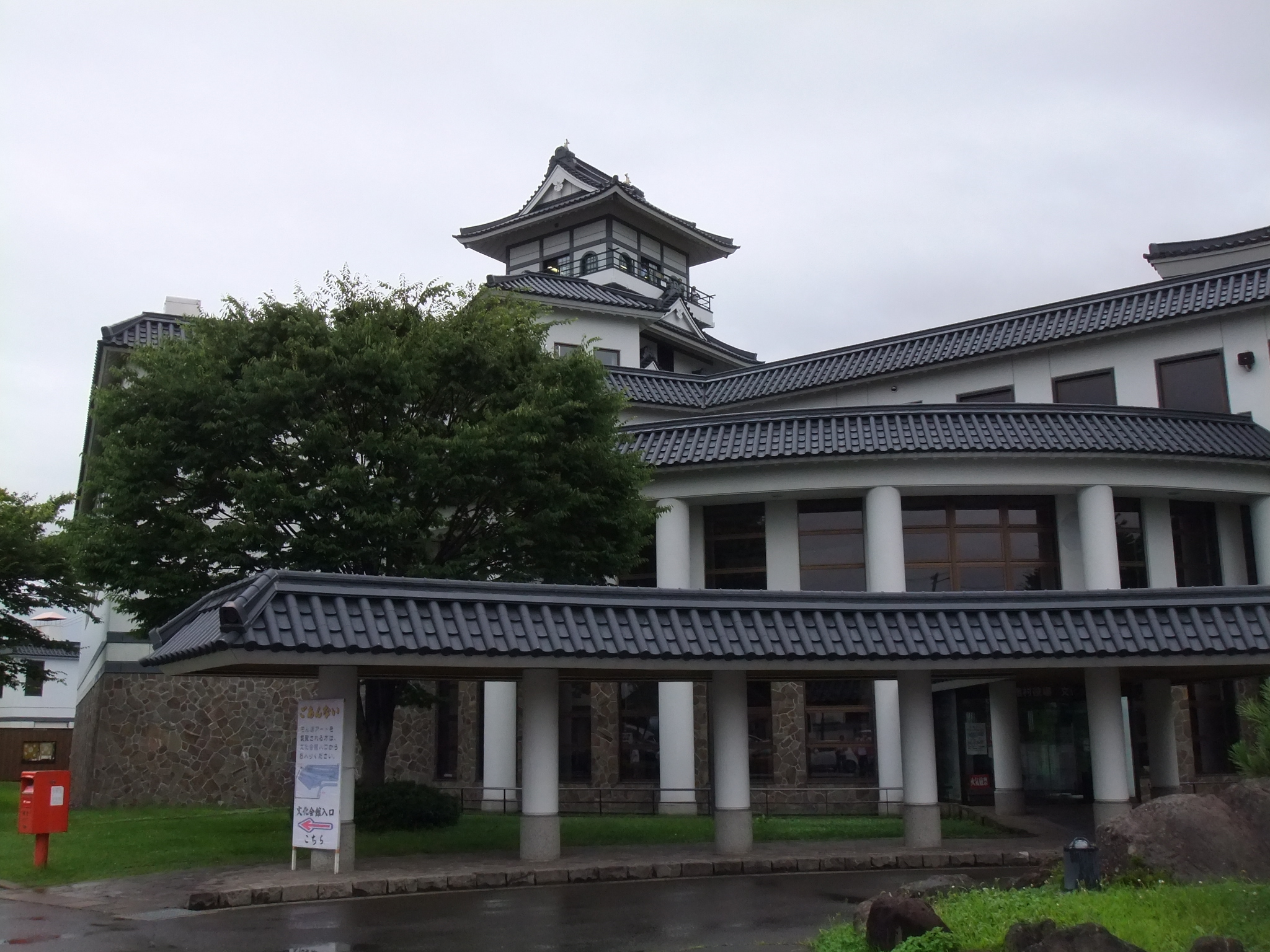
田舎館城址（中世城郭の跡地。村役場東側一帯）
- 木造十一面観音菩薩立像（田舎館弁天堂境内）
- 弥生の里
- ウインズ津軽（場外勝馬投票券発売所）
- 村役場 - 文化会館と併設されており、天守や大手門を備えた城郭風の外観で観光客の目を引く。プラモデル化された[4]。
- 田舎館村埋蔵文化財センター〔高樋字大曲〕
- 田舎館村博物館〔高樋字大曲〕

- 城郭風の田舎館村役場

### 祭事・催事
- 田んぼアート

## 出身有名人
- 綾ノ浪俊一郎（あやのなみ　しゅんいちろう）　大相撲力士、前頭
- 一ノ矢藤太郎 大相撲力士、大関
- 一乃矢藤太郎 大相撲力士、一ノ矢藤太郎の曾孫、前頭
- 葛原運次郎 豊蒔村出身、田舎館村長、弘前市長
- 佐々木真央 歌手
- 佐藤源蔵 貴族院多額納税者議員
- 田沢吉郎 元衆議院議員
- 栃ノ海晃嘉（とちのうみ てるよし） 大相撲第49代横綱、在位期間1964年（昭和39年）3月～1966年（昭和41年）11月
- 栃ノ関雅清（とちのせき まさきよ） 大相撲力士、十両
- 栃勇義治（とちいさみ よしはる） 大相撲力士、前頭